# Money in the Bank (2016)
Money in the Bank (2016) — щорічне pay-per-view шоу «Money in the Bank», що проводиться федерацією реслінгу WWE. Шоу відбулося 19 червня 2016 року у Т-Мобайл Арена в місті Лас-Вегас, штат Невада,США. Це було сьоме шоу в історії «Money in the Bank». Одинадцять матчів відбулися під час шоу, два з них перед показом.
Основою цього PPV є традиційний матч з драбинами «Money in the Bank», де переможець отримує контракт на матч за титул Чемпіона світу у важкій вазі WWE в будь-який час і в будь-якому місці.